# Adam Boniecki (Heraldiker)

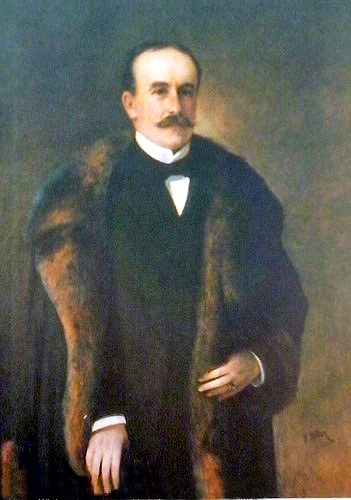
Adam Boniecki

Adam Józef Feliks Fredro-Boniecki (* 19. November 1842 in Żydówek; † 24. Juni 1909 Warschau) war ein polnischer Heraldiker.

## Leben
Adam Boniecki war ein Sohn von Ferdynand Ignacy Boniecki herb Bończa (1803–1851) und der Leontyna Stadnicka herb Drużyna († 1848).
Nach dem frühen Verlust der Eltern, studierte er Rechtswissenschaften an der Universität St. Petersburg und der École de Droit in Paris. Nach seinem Abschluss arbeitete er zunächst von 1865 bis 1872 in der Justiz in Warschau. 
Nachdem er das Gut Świdno bei Warschau erworben hatte, widmete er sich fort an heraldischen Studien. 1899 begann er sein Forschungsergebnisse in Zusammenarbeit mit Artur Reiski in dem wegweisenden mehrbändigen Werk Herbarz polski zu veröffentlichen. Bis zu seinem Tod im Jahre 1909 waren dreizehn Bände erschienen. Reiski, nach diesem auch Dworzaczek setzte die Arbeit fort, so dass schließlich 16 Bände bis zum Anfangsbuchstaben T erschienen. Bonicki war unter den ersten Mitgliedern der Polnischen Heraldischen Gesellschaft. 
Boniecki vermählte sich mit Jadwiga Maria Stadnicka herb Drużyna (1845–1916), einer Großbase seiner Mutter, mit der er einen Sohn Michał Józef (1879–1940) hatte.

## Werke
- Kronika rodziny Bonieckich, 1875
- Poczet rodów w Wielkiém Księstwie Litewskiém w XV i XVI wieku, Warschau 1887 (Digitalisat)
- Herbarz Polski, Herausgegeben in 16 Bänden, in Zusammenarbeit mit Artur Reiski, Warschau 1899–1913 (Digitalisat)